# Welsh Premier League 2015-2016
La Welsh Premier League 2015-2016 è stata la 24ª edizione della massima serie del campionato di calcio gallese. La stagione è iniziata il 21 agosto 2015 ed è terminata il 20 maggio 2016 con la disputa dei play-off. Il The New Saints ha vinto la competizione, laureandosi campione per la 10ª volta nella sua storia, la 5ª consecutiva.

## Stagione

### Novità
Il Cefn Druids e il Prestatyn Town sono retrocessi nella Welsh Football League Division One e sono promossi in Welsh Premier League l'Haverfordwest County e il Llandudno.

### Regolamento
Le 12 squadre si affrontano in un girone di andata e ritorno, per un totale di 22 giornate. Al termine, le squadre sono divise in due gruppi di sei, in base alla classifica. Ogni squadra incontra le altre del proprio gruppo, in partite di andata e ritorno, per un totale di altre 10 giornate.

La squadra campione è ammessa al secondo turno di qualificazione della UEFA Champions League 2016-2017.

La seconda classificata è ammessa al primo turno di qualificazione della UEFA Europa League 2016-2017.

Le squadre classificate dal terzo al sesto posto partecipano ai play-off per l'assegnazione di un altro posto nel primo turno di qualificazione della UEFA Europa League 2016-2017.

L'11ª e la 12ª classificata sono retrocesse direttamente in Cymru Alliance o in Welsh Football League Division One.

### Avvenimenti
Il 21 aprile 2016 la FAW ha diramato l'elenco delle squadre che hanno ottenuto la licenza per la partecipazione alla Welsh Premier League 2016-2017. Il Port Talbot Town non ha ricevuto la licenza, quindi è stato retrocesso in seconda serie, e il Rhyl ha così evitato la retrocessione.

## Squadre partecipanti
| Club                 | Città         | Stadio                 | Stagione 2014-2015                             |
| -------------------- | ------------- | ---------------------- | ---------------------------------------------- |
| Aberystwyth Town     | Aberystwyth   | Park Avenue            | 4º posto in Premier League                     |
| Airbus UK Broughton  | Broughton     | The Airfield           | 3º posto in Premier League                     |
| Bala Town            | Bala          | Maes Tegid             | 2º posto in Premier League                     |
| Bangor City          | Bangor        | Farrar Road Stadium    | 10º posto in Premier League                    |
| Carmarthen Town      | Carmarthen    | Richmond Park          | 9º posto in Premier League                     |
| Connah's Q.N.        | Connah's Quay | Deeside Stadium        | 7º posto in Premier League                     |
| Haverfordwest County | Haverfordwest | Bridge Meadow Stadium  | 1º posto in Welsh Football League Division One |
| Llandudno            | Llandudno     | Maesdu Park            | 1º posto in Cymru Alliance                     |
| Newtown              | Newtown       | Latham Park            | 6º posto in Premier League                     |
| Port Talbot Town     | Port Talbot   | Victoria Road          | 5º posto in Premier League                     |
| Rhyl                 | Rhyl          | Corbett Sports Stadium | 8º posto in Premier League                     |
| The New Saints       | Oswestry      | Park Hall              | Campione del Galles                            |

## Stagione regolare

### Classifica finale
|  | Pos. | Squadra              | Pt | G  | V  | N  | P  | GF | GS | DR  |
|  | ---- | -------------------- | -- | -- | -- | -- | -- | -- | -- | --- |
|  | 1.   | The New Saints       | 47 | 22 | 13 | 8  | 1  | 48 | 16 | +32 |
|  | 2.   | Bala Town            | 41 | 22 | 11 | 8  | 3  | 33 | 17 | +16 |
|  | 3.   | Llandudno            | 37 | 22 | 11 | 4  | 7  | 36 | 26 | +10 |
|  | 4.   | Airbus UK Broughton  | 34 | 22 | 10 | 4  | 8  | 32 | 32 | 0   |
|  | 5.   | Connah's Q.N.        | 32 | 22 | 10 | 2  | 10 | 37 | 29 | +8  |
|  | 6.   | Newtown              | 32 | 22 | 9  | 5  | 8  | 33 | 32 | +1  |
|  | 7.   | Bangor City          | 29 | 22 | 9  | 2  | 11 | 31 | 34 | -3  |
|  | 8.   | Carmarthen Town      | 28 | 22 | 8  | 4  | 10 | 29 | 42 | -13 |
|  | 9.   | Aberystwyth Town     | 26 | 22 | 7  | 5  | 10 | 32 | 37 | -5  |
|  | 10.  | Port Talbot Town     | 24 | 22 | 6  | 6  | 10 | 24 | 42 | -18 |
|  | 11.  | Rhyl                 | 19 | 22 | 3  | 10 | 9  | 21 | 30 | -9  |
|  | 12.  | Haverfordwest County | 17 | 22 | 5  | 2  | 15 | 18 | 37 | 14  |

Legenda:
      Ammesse alla poule scudetto
      Ammesse alla poule retrocessione
Note:

Tre punti a vittoria, uno a pareggio, zero a sconfitta.

## Poule scudetto
Le squadre mantengono i punti conquistati nella stagione regolare.

### Classifica finale
|                   | Pos. | Squadra             | Pt | G  | V  | N  | P  | GF | GS | DR  |
| ----------------- | ---- | ------------------- | -- | -- | -- | -- | -- | -- | -- | --- |
| Galles (bandiera) | 1.   | The New Saints      | 64 | 32 | 18 | 10 | 4  | 72 | 24 | +48 |
|                   | 2.   | Bala Town           | 57 | 32 | 15 | 12 | 5  | 48 | 27 | +21 |
|                   | 3.   | Llandudno           | 52 | 32 | 15 | 7  | 10 | 53 | 46 | +7  |
|                   | 4.   | Connah's Q.N.       | 48 | 32 | 15 | 3  | 14 | 50 | 42 | +8  |
|                   | 5.   | Newtown             | 42 | 32 | 11 | 9  | 12 | 46 | 54 | -8  |
|                   | 6.   | Airbus UK Broughton | 42 | 32 | 12 | 6  | 14 | 46 | 55 | -9  |

Legenda:
      Campione del Galles e ammessa alla UEFA Champions League 2016-2017
      Ammesse alla UEFA Europa League 2016-2017
 Ammesse allo spareggio Europa League
Note:

Tre punti a vittoria, uno a pareggio, zero a sconfitta.

### Risultati

#### Tabellone
|                | AIR | BAL | CON | LAN | NEW | THE |
| Airbus UK      |     | 0-3 | 0-1 | 3-4 | 2-2 | 3-2 |
| Bala Town      | 3-1 |     | 3-1 | 0-0 | 1-1 | 0-0 |
| Connah's Quay  | 2-1 | 01  |     | 2-3 | 1-0 | 2-1 |
| Llandudno      | 1-1 | 3-2 | 1-2 |     | 3-2 | 1-5 |
| Newtown        | 0-3 | 2-2 | 3-2 | 1-1 |     | 0-6 |
| The New Saints | 5-0 | 2-0 | 0-0 | 2-0 | 1-2 |     |

## Poule retrocessione

### Classifica
|  | Pos. | Squadra              | Pt | G  | V  | N  | P  | GF | GS | DR  |
|  | ---- | -------------------- | -- | -- | -- | -- | -- | -- | -- | --- |
|  | 1.   | Carmarthen Town      | 47 | 32 | 14 | 5  | 13 | 45 | 52 | -7  |
|  | 2.   | Aberystwyth Town     | 46 | 32 | 13 | 7  | 12 | 51 | 47 | +4  |
|  | 3.   | Bangor City          | 45 | 32 | 13 | 6  | 13 | 49 | 52 | -3  |
|  | 4.   | Port Talbot Town     | 39 | 32 | 10 | 9  | 13 | 39 | 56 | -17 |
|  | 5.   | Rhyl                 | 27 | 32 | 5  | 12 | 15 | 36 | 50 | -14 |
|  | 6.   | Haverfordwest County | 21 | 32 | 5  | 6  | 21 | 27 | 57 | -30 |

Legenda:
 Ammessa allo spareggio Europa League
      Retrocesse in Cymru Alliance 2016-2017 o in Welsh Football League Division One 2016-2017
Note:

Tre punti a vittoria, uno a pareggio, zero a sconfitta.

### Risultati

#### Tabellone
|                      | ABE | BAN | CAR | HAV | POR | RHY |
| Aberystwyth Town     |     | 4-0 | 2-4 | 3-1 | 1-0 | 3-1 |
| Bangor City          | 0-0 |     | 2-2 | 5-2 | 0-2 | 4-3 |
| Carmarthen Town      | 1-0 | 0-1 |     | 1-0 | 2-3 | 2-0 |
| Haverfordwest County | 1-3 | 1-1 | 1-2 |     | 1-1 | 1-1 |
| Port Talbot Town     | 2-2 | 1-1 | 0-2 | 2-0 |     | 4-0 |
| Rhyl                 | 0-1 | 3-4 | 1-0 | 1-1 | 5-0 |     |

## Play-off per l'Europa League
Il The New Saints, vincendo sia il campionato che la coppa nazionale, ha permesso alla squadra terza classificata in campionato di qualificarsi direttamente per il primo turno preliminare della prossima Europa League. Pertanto le squadre classificate dalla quarta alla settima posizione si sono affrontate nei play-off per la conquista dell'ultimo posto disponibile per la UEFA Europa League 2016-2017. Tutte le sfide si sono giocate in gara unica, in casa della squadra con il miglior piazzamento in classifica.

### Semifinali
| Arbitro: | Lee Evans (Bangor) |

|            |           |                               |
| Sutton 36’ | Marcatori | 14’ (rig.), 38’ (rig.) McGinn |

| Connah's Quay 8 maggio 2016, ore 16:30                  | Connah's Q.N. | 2 – 0 referto | Carmarthen Town | Deeside Stadium (708 spett.) |
| \| \| \| \| \| Rushton 5’ Baynes 63’ \| Marcatori \| \| |               |               |                 |                              |
|                                                         |               |               |                 |                              |
| Rushton 5’ Baynes 63’                                   | Marcatori     |               |                 |                              |

### Finale
| Arbitro: | Dean John |

|            |           |  |
| Baynes 79’ | Marcatori |  |

## Statistiche

### Classifica marcatori
Fonte:
| Gol |  |  | Giocatore      | Squadra             |
| --- |  |  | -------------- | ------------------- |
| 20  |  |  | Chris Venables | Aberystwyth Town    |
| 18  |  |  | Tony Gray      | Airbus UK Broughton |
| 16  |  |  | Mike Williams  | Llandudno           |

## Verdetti finali
- The New Saints Campione del Galles 2015-2016.
- The New Saints in UEFA Champions League 2016-2017.
- Bala Town, Llandudno e Connah's Quay in UEFA Europa League 2016-2017.
- Port Talbot Town e Haverfordwest County retrocesse in Cymru Alliance 2016-2017.